# Cadwallon ab Ieuaf
Cadwallon ab Ieuaf (X secolo – 986) fu re di Gwynedd dal 985 al 986.
Fratello di Hywel, gli succedette nel 985, ma rimase sul trono solo un anno, perché nel 986 Maredudd del Deheubarth invase il Gwynedd, eliminò Cadwallon e annetté il regno.